# Freesia viridis
Freesia viridis là một loài thực vật có hoa trong họ Diên vĩ. Loài này được (Aiton) Goldblatt & J.C.Manning miêu tả khoa học đầu tiên năm 1995.